# Mariano Fazio Fernández
Mariano Fazio Fernández (Buenos Aires, Argentina, 25 de abril de 1960) es un sacerdote, historiador, filósofo, escritor y profesor argentino. Fue vicario del Opus Dei en Argentina, Paraguay y Bolivia. y vicario general de la prelatura entre 2014 y 2019. Actualmente es vicario auxiliar del Opus Dei.

## Biografía
Nacido en la ciudad de Buenos Aires, el día 25 de abril de 1960. Después de terminar sus estudios secundarios, se licenció en Historia por la Universidad de Buenos Aires (UBA). Luego se trasladó a Italia para obtener un doctorado en Filosofía por la Pontificia Universidad de la Santa Cruz de Roma. Tras terminar su formación superior marchó hacia Ecuador, donde estuvo ejerciendo durante siete años como profesor de Filosofía del derecho y como editor periodístico en el conocido diario "El Telégrafo".
En el año 1991 fue ordenado sacerdote por el entonces Papa San Juan Pablo II.
En 1996 fue nombrado primer decano de la recién creada Facultad de Comunicación Social Institucional de la Universidad Pontificia de la Santa Cruz (Roma) y desde 2002 a 2008 fue rector de esta misma institución. Al mismo tiempo pasó a presidir la Conferencia de Rectores de las Universidades Pontificias Romanas (CRUPR). En 2007 Benedicto XVI lo nombró perito de la V Conferencia General del Episcopado Latinoamericano y del Caribe, que tuvo lugar en la ciudad de Aparecida (Brasil) entre los días 13 y 31 de mayo de ese año.
El 1 de mayo de 2010 fue nombrado vicario regional del Opus Dei en Argentina, Paraguay y Bolivia.
El 12 de diciembre de 2014, el prelado del Opus Dei, Mons. Javier Echevarría Rodríguez, lo nombró vicario general de la Prelatura de la Santa Cruz y Opus Dei.
El 25 de enero de 2017, tras la elección de Mons. Fernando Ocáriz como prelado del Opus Dei, Mariano Fazio fue nombrado vicario general de la prelatura del Opus Dei, por lo que se convirtió en el principal colaborador del prelado para el gobierno ordinario y central de la prelatura del Opus Dei.
Del 3 al 28 de octubre de 2018 participó como padre sinodal de nombramiento pontificio en el sínodo de los obispos dedicado a los jóvenes, la fe y el discernimiento vocacional.
El 14 de mayo de 2019, mediante un nuevo nombramiento de Mons. Fernando Ocáriz, Mons. Fazio pasó a ser vicario auxiliar del Opus Dei.
Mariano Fazio es profesor de Historia de las ideas contemporáneas en la Universidad Pontificia de la Santa Cruz (Roma), miembro correspondiente de la Academia Nacional de la Historia de Ecuador, miembro de la Sociedad Chestertoniana Argentina y miembro de número de la Junta de Historia Eclesiástica Argentina. Es profesor honorario de las universidades de Huánuco (Perú) y del Espíritu Santo (Guayaquil). 

## Escritor
Mariano Fazio cuenta con una extensa producción bibliográfica. La línea conductora de sus escritos es el análisis de las relaciones entre Modernidad y Cristianismo, dando especial importancia al proceso de secularización.
Los escritos en español de Mariano Fazio se pueden agrupar en las siguientes categorías:
- Historia de las ideas: Historia de la filosofía moderna (en colaboración con Daniel Gamarra), Madrid 2002;[9] Historia de la filosofía contemporánea (en colaboración con Francisco Fernández Labastida), Madrid 2006, 2009;[10] Historia de las ideas contemporáneas, Madrid, Ediciones Rialp, 2006, 2007, 2012, 2015, 2019;[11] Desafíos de la cultura contemporánea para la conciencia cristiana, San José de Costa Rica-Rosario 2002, 2006, 2008, 2010;[12] Francisco de Vitoria. Cristianismo y Modernidad, Buenos Aires 1998;[13] Del buen salvaje al ciudadano. Introducción a la filosofía política de Rousseau, Buenos Aires 2003;[14] Raíces filosóficas de la cultura de la vida (en colaboración con José Juan García), Buenos Aires 2005;[15] Un sendero en el bosque. Guía al pensamiento de Kierkegaard, Buenos Aires 2007;[16] Cristianos en la encrucijada. Los intelectuales cristianos en el periodo de entreguerras, Madrid 2008;[17] Secularización y Cristianismo. Las corrientes culturales contemporáneas, Buenos Aires 2008, 2010, 2012, 2014,[18] Contracorriente...hacia la libertad, Rosario-Madrid 2013, 2021.[19][20]

- Iglesia y mundo contemporáneo: De la persona a la aldea global. De la mano de Juan Pablo II y Benedicto XVI, Rosario 2009, Madrid 2020,[21] De Benedicto XV a Benedicto XVI. Los Papas contemporáneos y el proceso de secularización, Madrid 2009;[22] Al César lo que es del César. La libertad en Benedicto XVI, Madrid 2013;[23] El Papa Francisco. Claves de su pensamiento, Madrid 2013 (dos ediciones);[24] San Juan XXIII. Obediencia y Paz, Madrid-Rosario 2014; México 2022[25] Beato Pablo VI. Gobernar desde el dolor, Madrid-Rosario 2014, México 2020;[26] Diálogos sobre Papas y Santos contemporáneos, Rosario 2015.[27]

- Estudios sobre América Latina: Ideología de la emancipación guayaquileña, Guayaquil 1987;[28] El Guayaquil colombiano, 1822-1830, Guayaquil 1988;[29] Recuerdos del Reino de la Luz, Guayaquil 1989;[30] 1492… Once aventuras en América, Buenos Aires 1992;[31] El liberalismo incipiente. Dos estudios sobre Vicente Rocafuerte, Quito 1995;[32] La América Ingenua. Breve historia del descubrimiento, evangelización y conquista de América, Madrid 2009;[33] Evangelio y culturas en América Latina, San José de Costa Rica-Rosario 2004, 2010, 2013;[34] Los fines de la conquista. El oro, el honor, la fe, Piura 2015;[35] En torno a América. Conquista y evangelización, Madrid 2023.

- Estudios sobre literatura e ideas: El universo de Dickens. Una lección de humanidad, Madrid-Rosario 2015, 2022;[36] Seis grandes escritores rusos, Madrid-Rosario 2016, 2022;[37] El siglo de oro español. De Garcilaso a Calderón, Madrid, 2017.[38] Cinco clásicos italianos, Madrid 2020;[39] Libertad para amar, Madrid 2022 (dos ediciones).[40]

- Libros de espiritualidad: El último romántico, Madrid, 2018 (cuatro ediciones)[41] Transformar el mundo desde dentro, Madrid, 2019 (tres ediciones),[42] y Ciudadanía: San Josemaría y el bien común, Madrid, Palabra, 2024.[43]

Sus libros han sido traducidos a siete idiomas.

## Trayectoria eclesial
| Predecesor: Mons. Fernando Ocáriz Braña | Vicario auxiliar del Opus Dei 14 de mayo de 2019 - Actualidad         | Sucesor: En el cargo                     |
| Predecesor: Mons. Fernando Ocáriz Braña | Vicario general del Opus Dei 23 de enero de 2017 - 14 de mayo de 2019 | Sucesor: Pbro. Antoni Pujals i Ginebreda |